# Jan z Targowiska
Jan z Targowiska herbu Tarnawa (zm. 1492) – biskup przemyski od 1486, chełmski od 1484, sekretarz królewski.
Studiował w Akademii Krakowskiej, w 1462 uzyskał tytuł bakałarza na Wydziale Sztuk Wyzwolonych. Od 1471 w kancelarii królewskiej.
Brał udział w wielu misjach dyplomatycznych. W 1481 został kanonikiem przemyskim i proboszczem w Drohobyczu. Od 14 maja 1484 biskup chełmski, uczestniczył w ceremonii hołdu lennego hospodara mołdawskiego Stefana III Wielkiego przed królem Polski Kazimierzem IV Jagiellończykiem 15 września 1485 w Kołomyi. 26 maja 1486 w Rzymie już jako biskup przemyski wygłosił przed papieżem Innocentym VIII mowę obediencjonalną, w której podkreślał zasługi Kazimierza Jagiellończyka w walce z Turkami i Tatarami. Rezultatem jego misji było wydanie 5 lipca przez papieża bulli krucjatowej, w której król Polski mógł zachować 3/4 dochodów z odpustów na cele walki z niewiernymi.